# Podosinowiec
Podosinowiec (ros. Подосиновец) – osiedle typu miejskiego w Rosji, w obwodzie kirowskim, ośrodek administracyjny rejonu podosinowskiego. W 2021 liczyło 3354 mieszkańców.